# Đập Sengbachtal
Đập Sengbachtal là một đập chứa nước uống ở Solingen. Nó nằm trong một thung lũng hẻo lánh của sông Wupper cách Lâu đài Burg không xa, giữa các làng Solingen, Höhrath và Glüder. Hồ chứa nước nằm giữa các khu rừng cung cấp nước uống cho cư dân của thành phố Solingen. Vì lý do này, kiến trúc đó thường chỉ được gọi là "Đập Solingen" trong tiếng bản địa. Đôi khi nó còn được gọi là "Senkbach-Thalsperre".
Để xử lý nước mặt theo Sắc lệnh Nước uống và cung cấp cho tất cả các hộ gia đình ở Solingen, nước từ Sengbachtalsperre được vận chuyển qua một đường ống có đường kính 900 mm đến nhà máy nước Glüder gần đó, nơi nó được xử lý thành nước uống theo nhiều giai đoạn bằng cách sử dụng bộ lọc và công nghệ quy trình hiện đại.

## Miêu tả
Sengbachtalsperre là một trong những hồ chứa nước uống lâu đời nhất của Đức. Đập được xây dựng từ năm 1900 đến 1903 theo nguyên tắc Intze và bao gồm hồ chính và hồ trước.
Nhà tiên phong Otto Intze thành công trong việc xây dựng đập của Đức đã được giao việc xây dựng cơ sở. Đập làm bằng Đá phiến lớp Lenne, greywacke và vữa đá núi lửa được khánh thành vào ngày 28. Tháng 5 năm 1903.
Bức tường của hồ chính có kích thước 43 m tính từ nền móng, đỉnh của bức tường dài 178 mét. Chiều rộng của bức tường ở phía dưới là 36,6 m, ở đỉnh 5 m. Đập trọng lực với bán kính cong 150 m giữ khoảng 2,8 triệu m³ nước trở lại khi hoàn toàn đầy. Độ sâu mực nước tối đa là 36,0 m với mặt nước có diện tích khoảng 200.000 m².
Hồ chứa chủ yếu mở rộng theo hướng bắc tây - đông nam nằm trong khoảng 100 m và 180 rộng m và có độ mở rộng theo chiều dọc khoảng 2,4 km.
Kết cấu rào chắn trước (hồ trước) làm bằng đập đá kè có lõi bê tông bên trong. Hồ trước được vận hành trong điều kiện đầy nước. Chiều cao tràn là 148 m trên mặt nước biển. Dung lượng lưu trữ khoảng 100.000 m³. Độ sâu nước tối đa của lưu vực trước là 4,5 m. Hồ trước đóng vai trò như một bể trầm tích.